# 蛇首扁柄斗
蛇首扁柄斗，是一件商朝时期的青铜挹注器文物，现藏于山西博物院。

## 特点
1957年，山西省石楼县后兰家沟出土。蛇首扁柄斗为挹注器（酒具），斗呈敏口，鼓腹平底，为罐形。底一侧伸出扁平长柄，柄首镂雕二蛇戏蛙。斗腹饰有云雷纹、饕餮纹，柄饰云雷纹、夔纹。为吕梁地区商朝晚期的方国青铜器。

## 图库

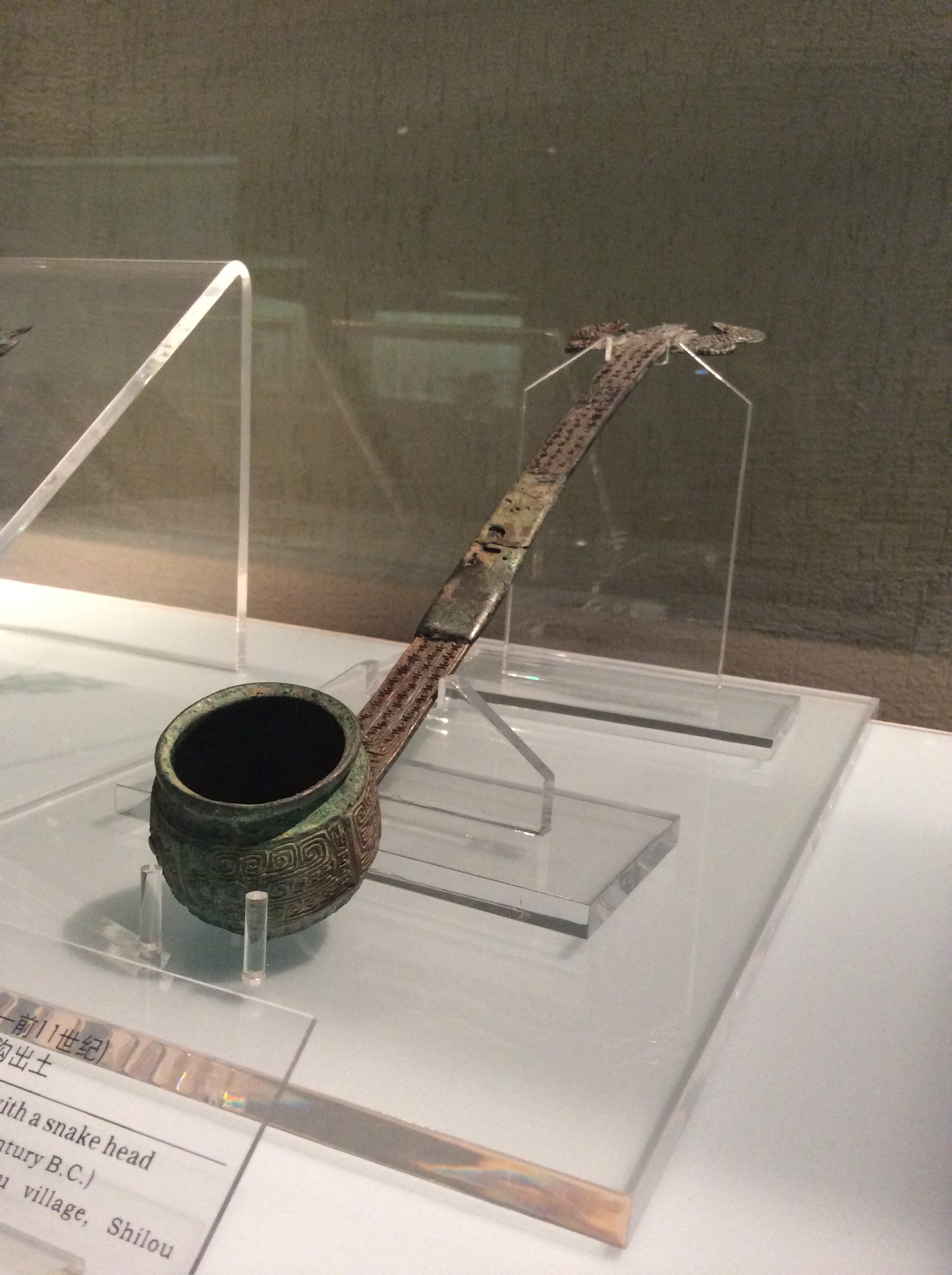
蛇首扁柄斗
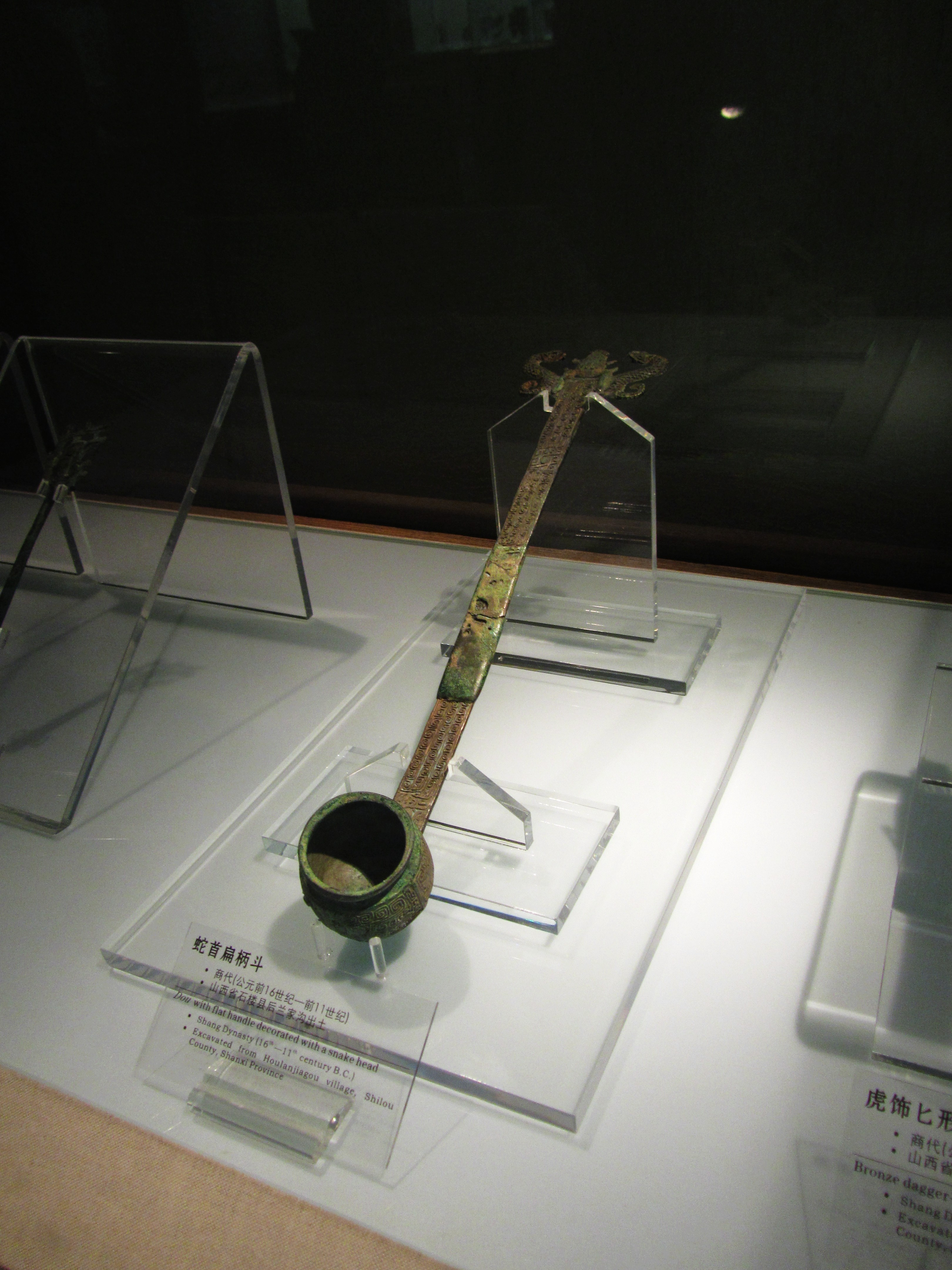
蛇首扁柄斗
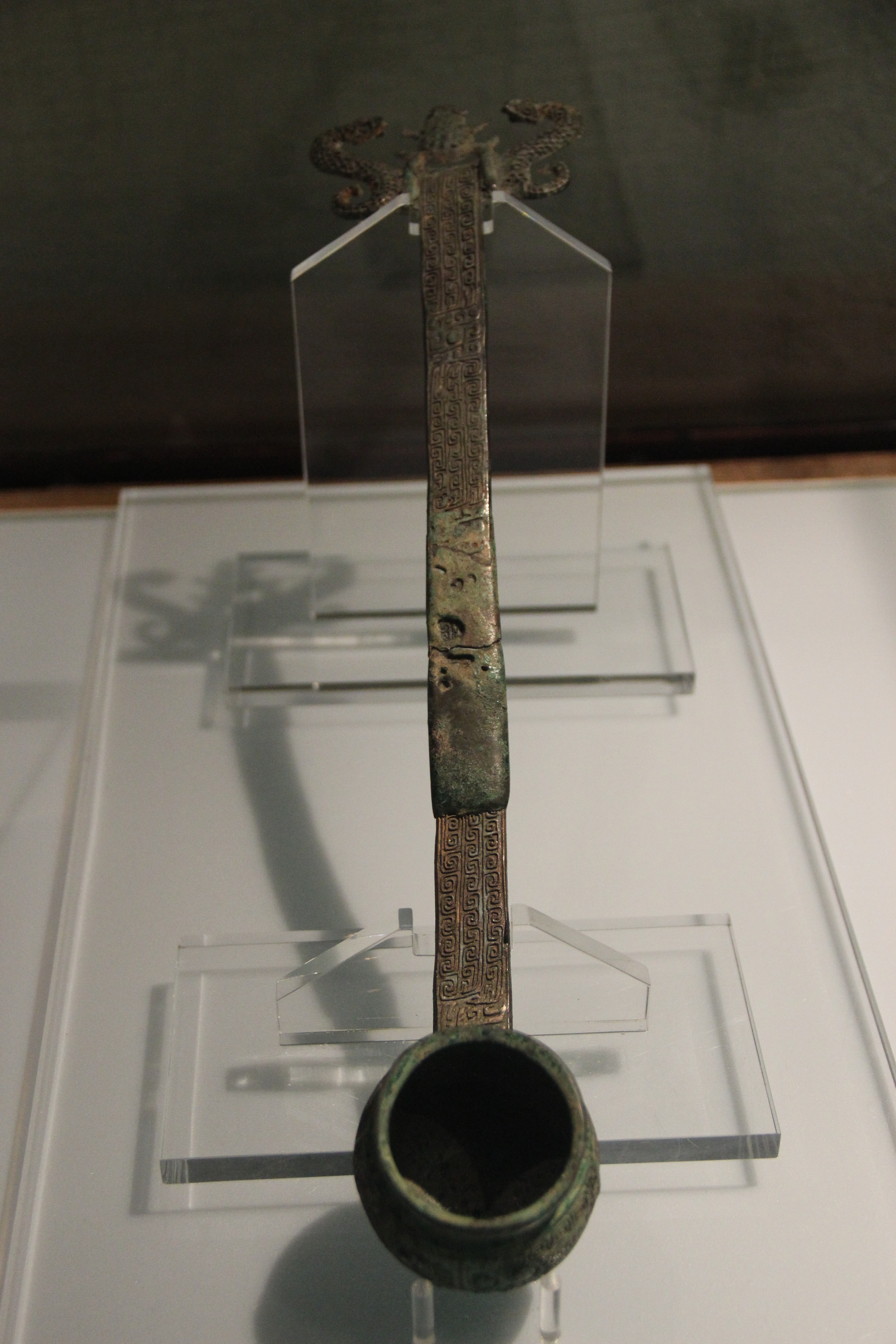
蛇首扁柄斗

## 相关
- 后兰家沟遗址，石楼县文物保护单位。